# Гарегин I (Овсепян)
Овсепян Гарегин (Карекин) Карапетович (17.12.1867, Чардахлы, Елизаветпольская губерния, Российская Империя — 21.06.1952, Антилиас, Ливан) — деятель армянской культуры, педагог, арменовед, католикос Киликии.

## Биография
В 1897 — преподавал в семинарии Геворгян.
Работал
- инспектором Ереванской епархиальной школы
- редактором журнала «Арарат» (официальный орган Эчмиадзинского монастыря)
- настоятелем монастыря Св. Рипсиме

1900-1901 гг. — глава грузинской епархии ААЦ.
В 1909—1911 — принимал участие в раскопках Гарни и Ани, производимых под руководством Н. Я. Марра.
Во время первой мировой войны являлся членом Комитета братской помощи, вел большую работу по приему и размещению беженцев.
В 1918, во время турецкой агрессии против Армении, принял участие в организации отпора врагу в Сардарапатском сражении.
В дальнейшем вел преподавательскую и научную работу в Армении. Вместе с зодчим Александром Таманяном участвовал в создании комитета охраны памятников Армении.
В 1925 — стал архиепископом, был назначен духовным предводителем армян Крыма и Новой Нахичевани.
В 1927 — избран предводителем армянской епархии Нор Нахичевана и России, в 1938 — армянской епархии США, в 1943 — католикосом Киликии.
В период второй мировой войны содействовал сбору средств в армянской диаспоре в помощь вооружённым силам СССР.
В 1946 — поддержал репатриацию зарубежных армян в Советскую Армению.
Умер в 21 июня 1952 г. в Антилиасе (Ливан).

## Достижения
- доктор философских наук
- действительный член Петербургского Кайзеровского общества
- действительный член Кавказского отделения Московского и Петербургского императорских этнографических обществ
- ученый член Научного института Армении.